# オーエンス (企業)
株式会社オーエンスは、東京都中央区に本社を置く、環境衛生・設備管理・設備工事・警備・保安管理などを行うビル管理事業、内装工事・不動産運営のキャッシュフロー・ビルマネジメント・資産保全コンサルティングを行うプロパティマネジメント事業、スポーツ施設運営管理・文化施設などのサービス管理・運動指導員や各種インストラクターを配置するなどを行うスポーツ管理運営事業、ホテルサービスや温浴施設・保養所の運営管理・ビル管理から運営・マネジメントに関する施設運営マネジメント事業を行う企業である。

## 沿革
- 1959年(昭和34年)
  - 6月　大木産業株式会社を設立。
- 1963年(昭和38年)
  - 12月　千葉県成田市に成田支店開設。
- 1976年(昭和51年)
  - 8月　東京都江戸川区に江戸川支店開設。
- 1977年(昭和52年)
  - 7月　資本金3,000万円に増資。
- 1981年(昭和56年)
  - 3月　一般建設業認可
  - 11月 	建築物環境衛生一般管理業、建築物飲料水貯水槽清掃業、建築物ねずみこん虫等防除業登録。
- 1983年(昭和58年)
  - 5月　警備業認定。
- 1985年(昭和60年)
  - 7月　資本金5,000万円に増資。
  - 12月 	秋田県秋田市に秋田支店開設。
- 1986年(昭和61年)
  - 5月　宅地建物取引業認可。
  - 8月 	株式会社オー・エス・エス設立。
- 1990年(平成2年)
  - 10月　本社を東京都中央区築地3丁目に移転、株式会社オーエンスに社名変更。
- 1991年(平成3年)
  - 1月　レストラン「フォレスト」開業。
- 1993年(平成5年)
  - 10月　千葉県千葉市に千葉支店開設。
  - 12月 	 一級建築士事務所認可。
- 1994年(平成6年)
  - 3月　ミュージアムショップ「フォレスト」開業。
- 1995年(平成7年)
  - 5月　神奈川県横浜市に横浜支店開設。
  - 9月 	株式会社シーエンス設立。
  - 10月 	社名商標登録(第 35類・36類・37類・41類・42類)。
- 1997年(平成9年)
  - 9月　東京都西東京市に多摩支店開設。
- 1998年(平成10年)
  - 1月　宮城県仙台市に仙台支店開設。
  - 12月　埼玉県さいたま市にさいたま支店開設、株式会社ウェルサイエンス設立。
- 1999年(平成11年)
  - 8月　資本金１億円に増資。
- 2000年(平成12年)
  - 5月　広域ビル管理システム(ビルメッセ-24)導入。
  - 11月　ISO9001(品質マネジメントシステム)登録。
- 2001年(平成13年)
  - 12月　ISO14001(環境マネジメントシステム)登録
- 2002年(平成14年)
  - 7月　マンション管理業者登録。
  - 9月 	兵庫県神戸市に神戸支店開設。
- 2003年(平成15年)
  - 11月　一般労働者派遣事業許可。
- 2006年(平成18年)
  - 5月　プライバシーマーク認証取得。
- 2007年(平成19年)
  - 5月　ビル管理優良事業者評価制度認定。
- 2008年(平成20年)
  - 1月　日比谷総合設備株式会社と資本業務提携。
  - 6月　本社を東京都中央区築地4丁目に移転。
- 2012年(平成24年)
  - 3月　大阪府大阪市に大阪支店開設。
  - 4月　ISO50001(エネルギーマネジメントシステム)登録。
  - 7月　株式会社読売巨人軍ジャイアンツアカデミーとフランチャイズ契約を締結。
- 2013年(平成25年)
  - 4月　東京都稲城市健康プラザネーミングライツ (命名権)を取得。
  - 10月　プロバスケットボールチームリンク栃木ブレックスとオフィシャルスポンサー契約締結。
- 2014年(平成26年)
  - 4月　本社を東京都中央区銀座4丁目歌舞伎座タワーに移転。
  - 9月　特定建設業認可。

## 支店
- 仙台支店(宮城県仙台市)
- 加美支店(宮城県加美郡)
- 秋田支店(秋田県秋田市)
- 大田原支店(栃木県大田原市)
- 宇都宮支店(栃木県宇都宮市)
- 新潟支店(新潟県新潟市)
- 長野支店(長野県長野市)
- さいたま支店(埼玉県さいたま市)
- 川口支店(埼玉県川口市)
- 成田支店(千葉県成田市)
- 千葉支店(千葉県千葉市)
- 江戸川支店(東京都江戸川区)
- 大田支店(東京都大田区)
- 港支店(東京都港区)
- 江東支店(東京都江東区)
- 豊島支店(東京都豊島区)
- 多摩支店(東京都西東京市)
- あきる野支店(東京都あきる野市)
- 横浜支店(神奈川県横浜市)
- 名古屋支店(愛知県名古屋市)
- 大阪支店(大阪府大阪市)
- 八尾支店(大阪府八尾市)
- 神戸支店(兵庫県神戸市)
- 姫路支店(兵庫県姫路市)
- ビルメッセ管理センター(東京都中央区)

## グループ会社
- 株式会社シーエンス
- 株式会社ウェルサイエンス
- 株式会社オー・エス・エス
- 株式会社シーエンス・コム